# Football Club Twente
FC Twente é um time neerlandês de futebol da cidade de Enschede, joga pelo Campeonato Neerlandês. O clube foi fundado em 1 de julho de 1965 pela fusão do campeão neerlandês da temporada de 1925/26, o Sportclub Enschede e o Enschedese Boys que disputava a Eerste Divisie. 
Os Valores do FC Twente são "futebol, atmosfera e solidariedade". Além disso, estes são os principais pilares que sustentam o clube que procura usar sob o lema inspirado "meer dan een club" (mais do que um clube). O estádio do Twente desde 1998 é De Grolsch Veste e o clube foi campeão holandês em uma ocasião e por três vezes da Copa da Holanda.

## História
O Twente foi fundado em 1965 tendo como base uma união de conveniência. Com os cofres a esvaziarem e a pressão dos responsáveis locais, os rivais SV Enschedese Boys e SC Enschede, campeão dos Países Baixos em 1926, negociaram a fusão ao longo da noite de 13 de Abril. O desfecho foi o nascimento de um novo clube: o FC Twente. A equipa ocupou o lugar do SC Enschede na Liga neerlandesa mas, excepção feita a esse aspecto, revelou-se um recomeçar do zero, no qual o verde dos equipamentos de uns e o negro do equipamento de outros deram lugar ao vermelho. 
O Twente depressa se tornou numa equipa extremamente competitiva. Com jogadores como Epi Drost, Jan Jeuring, Theo Pahlplatz, Willy e René van de Kerkhof sob as suas ordens, Kees Rijvers guiou a equipa ao terceiro lugar em 1968/69, classificação que o clube repetiu em 1972. Dois anos mais tarde viu o título fugir com uma derrota por 3-2 no terreno do Feyenoord, na derradeira jornada. O treinador era então Spitz Kohn, depois de Rijvers ter rumado ao PSV Eindhoven e ter levado consigo os gémeos Van de Kerkhof.
Sempre perto dos títulos, mas a falhar sobre a linha de chegada, o Twente, cujo cavalo que se encontra no emblema é um símbolo regional, começou também a dar cartas na Europa. Atingiu as meias-finais da Copa da UEFA de 1974-75 e, dois anos mais tarde, chegou mesmo à final, vendo em ambas as ocasiões o Borussia Mönchengladbach barrar-lhe o caminho para a glória. Mas a espera por troféus numa equipa onde pontificavam Frans Thijssenand e Arnold Mühren não se prolongou por muito mais tempo e, em 1977, o Twente derrotou o PEC Zwolle na final e ergueu a Copa dos Países Baixos.
O RSC Anderlecht revelou-se demasiado forte para o Twente nas meias-finais da Taça dos Clubes Vencedores de Taças na temporada seguinte e, 12 meses depois, o Ajax impediu a conquista de nova Copa dos Países Baixos. Contudo, em 1983, a formação de Enschede viu-se relegada para o segundo escalão – ainda que por breve período – como resultado da necessidade de vender os melhores jogadores para debelar os problemas financeiros do clube.
A mudança para o Arke Stadion (De Grolsch Veste), em 1998 – que substituiu o Diekman Stadion –, deu ao Twente uma nova vida e, três temporadas depois, Fred Rutten guiou o clube à conquista da segunda Copa dos Países Baixos do seu palmarés. Declarado na bancarrota, a chegada de Joop Munsterman à presidência, em 2004, ressuscitou o clube e, cinco anos mais tarde, o Twente terminou no segundo lugar na Eredivisie sob o comando do ex-seleccionador de Inglaterra, Steve McClaren. A conquista do título aconteceu finalmente em 2009/10 e, com ele, a estreia na fase de grupos da UEFA Champions League da época seguinte.

## Elenco atual
Última atualização: 5 de junho de 2025.

## Títulos
| CONTINENTAIS | CONTINENTAIS           | CONTINENTAIS | CONTINENTAIS               |
|              | Competição             | Títulos      | Temporadas                 |
| ------------ | ---------------------- | ------------ | -------------------------- |
|              | Copa Intertoto da UEFA | 1            | 2006-07                    |
| NACIONAIS    |                        |              |                            |
|              | Competição             | Títulos      | Temporadas                 |
|              | Campeonato Neerlandês  | 1            | 2009-10                    |
|              | Copa dos Países Baixos | 3            | 1976-77, 2000-01 e 2010-11 |
|              | Supercopa Neerlandêsa  | 2            | 2010 e 2011                |

 Campeão Invicto

## Recordes do clube
Mais jogos: Sander Boschker (640)

Mais gols: Blaise N’Kufo (114)

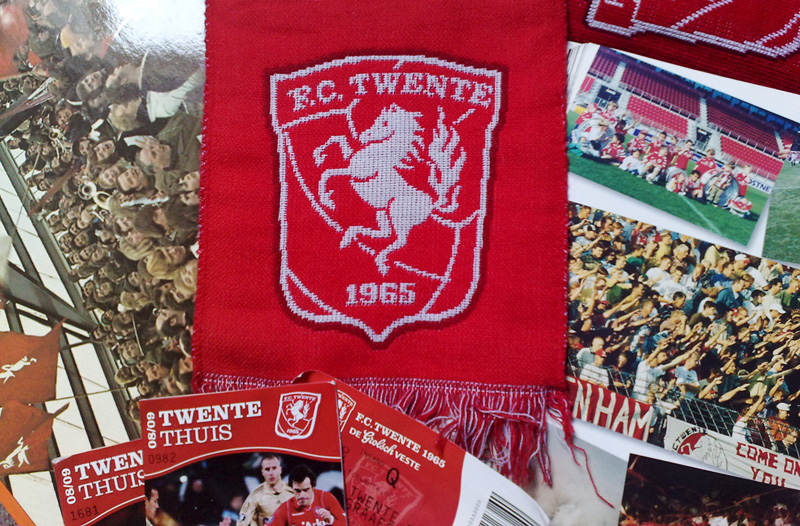
Revistas e Poster do clube.

Vitória mais folgada: 9-0 em duas ocasiões, a mais recente contra o SV Urk (Copa dos Países Baixos), 24 de Agosto de 1999)

Derrota mais pesada: 8-1 contra o AFC Ajax em duas ocasiões (ambas na Eredivisie, 9 de Junho de 1979 e 1 de Dezembro de 1985)

## Jogadores históricos
- Marc Janko
- Rafael Ramos